# Wereldkampioenschappen zwemmen 2011 – 200 meter vrije slag mannen
De 200 meter vrije slag mannen op de wereldkampioenschappen zwemmen 2011 vond plaats op 25 juli, series en halve finales, en 26 juli 2011, finale. Omdat het zwembad waarin de wedstrijd gehouden werd 50 meter lang is, bestond de race uit vier baantjes. Na afloop van de series kwalificeerden de snelste zestien zwemmers zich voor de halve finales, de snelste acht uit de halve finales gingen door naar de finale. Regerend wereldkampioen was Paul Biedermann uit Duitsland.

## Podium
| Goud        | Goud | Zilver         | Zilver | Brons           | Brons |
| ----------- | ---- | -------------- | ------ | --------------- | ----- |
| Ryan Lochte | USA  | Michael Phelps | USA    | Paul Biedermann | GER   |

## Records
Voorafgaand aan het toernooi waren dit het wereldrecord en het kampioenschapsrecord
| Wereldrecord en Kampioenschapsrecord | Paul Biedermann | 1.42,00 | Rome | 28 juli 2009 |

## Uitslagen

### Series
| Rang | Serie | Baan | Naam                  | Land                         | Tijd    | Bijz. |
| ---- | ----- | ---- | --------------------- | ---------------------------- | ------- | ----- |
| 1    | 7     | 4    | Ryan Lochte           | Verenigde Staten             | 1.46,34 | Q     |
| 2    | 7     | 3    | Sebastiaan Verschuren | Nederland                    | 1.46,53 | Q     |
| 3    | 8     | 5    | Paul Biedermann       | Duitsland                    | 1.46,56 | Q     |
| 4    | 8     | 4    | Park Tae-Hwan         | Zuid-Korea                   | 1.46,63 | Q     |
| 5    | 7     | 5    | Michael Phelps        | Verenigde Staten             | 1.46,98 | Q     |
| 6    | 6     | 4    | Yannick Agnel         | Frankrijk                    | 1.47,11 | Q     |
| 7    | 7     | 7    | Dominik Meichtry      | Zwitserland                  | 1.47,38 | Q     |
| 8    | 8     | 1    | Ross Davenport        | Verenigd Koninkrijk          | 1.47,59 | Q     |
| 9    | 8     | 3    | Danila Izotov         | Rusland                      | 1.47,72 | Q     |
| 10   | 7     | 8    | Shaune Fraser         | Kaaimaneilanden              | 1.47,73 | Q     |
| 11   | 6     | 6    | Robert Renwick        | Verenigd Koninkrijk          | 1.47,88 | Q     |
| 12   | 5     | 3    | Nimrod Shapira Bar Or | Israël                       | 1.48,11 | Q     |
| 13   | 7     | 1    | Yuki Kobori           | Japan                        | 1.48,19 | Q     |
| 14   | 6     | 5    | Nikita Lobintsev      | Rusland                      | 1.48,28 | Q     |
| 15   | 5     | 8    | Nicolas Oliveira      | Brazilië                     | 1.48,33 | Q     |
| 16   | 8     | 6    | Kenrick Monk          | Australië                    | 1.48,42 | Q     |
| 17   | 8     | 2    | Tim Wallburger        | Duitsland                    | 1.48,43 |       |
| 18   | 6     | 7    | Gianluca Maglia       | Italië                       | 1.48,54 |       |
| 19   | 6     | 1    | Sho Uchida            | Japan                        | 1.48,64 |       |
| 20   | 6     | 8    | Marco Belotti         | Italië                       | 1.48,66 |       |
| 21   | 5     | 5    | Markus Rogan          | Oostenrijk                   | 1.48,82 |       |
| 22   | 6     | 3    | Thomas Fraser-Holmes  | Australië                    | 1.48,86 |       |
| 23   | 4     | 3    | Matthew Stanley       | Nieuw-Zeeland                | 1.48,93 |       |
| 24   | 7     | 2    | Li Yunqi              | China                        | 1.48,94 |       |
| 25   | 7     | 6    | Jean Basson           | Zuid-Afrika                  | 1.48,95 |       |
| 26   | 8     | 8    | Glenn Surgeloose      | België                       | 1.48,96 |       |
| 27   | 5     | 6    | Chad Bobrosky         | Canada                       | 1.49,01 |       |
| 28   | 5     | 7    | Cristian Quintero     | Venezuela                    | 1.49,27 |       |
| 29   | 6     | 2    | Jiang Haiqi           | China                        | 1.49,43 |       |
| 30   | 8     | 7    | Joost Reijns          | Nederland                    | 1.49,56 |       |
| 31   | 3     | 5    | Wong Kai Wai David    | Hongkong                     | 1.49,58 |       |
| 32   | 5     | 2    | Mads Glæsner          | Denemarken                   | 1.49,59 |       |
| 33   | 5     | 1    | Benjamin Hockin       | Paraguay                     | 1.49,85 |       |
| 34   | 4     | 5    | Dominik Straga        | Kroatië                      | 1:51,35 |       |
| 35   | 4     | 4    | Radovan Siljevski     | Servië                       | 1.51,42 |       |
| 36   | 3     | 2    | Uvis Kalnins          | Letland                      | 1.52,20 |       |
| 37   | 4     | 2    | Robin Andreasson      | Zweden                       | 1.52,21 |       |
| 38   | 5     | 4    | Ryan Pini             | Papoea-Nieuw-Guinea          | 1.52,23 |       |
| 39   | 4     | 6    | Mateo de Angulo       | Colombia                     | 1.52,25 |       |
| 40   | 4     | 7    | Jessie Lacuna         | Filipijnen                   | 1.52,27 |       |
| 41   | 3     | 4    | Martín Kutscher       | Uruguay                      | 1.52,49 |       |
| 42   | 4     | 1    | Kai Quan Yeo          | Singapore                    | 1.52,54 |       |
| 43   | 3     | 7    | Mario Montoya         | Costa Rica                   | 1.52,64 |       |
| 44   | 4     | 8    | Raúl Martínez         | Puerto Rico                  | 1.52,93 |       |
| 45   | 3     | 1    | Sebastian Jahnsen     | Peru                         | 1.53,68 |       |
| 46   | 3     | 6    | Irakli Revishvili     | Georgië                      | 1.54,02 |       |
| 47   | 2     | 4    | Nicholas Schwab       | Dominicaanse Republiek       | 1.54,95 |       |
| 48   | 2     | 5    | Matthew Abeysinghe    | Suriname                     | 1.55,33 |       |
| 48   | 3     | 3    | Pham Nguyen           | Vietnam                      | 1.55,33 |       |
| 50   | 2     | 2    | Allan Gutierrez       | Honduras                     | 1.56,74 |       |
| 51   | 2     | 3    | Emanuele Nicolini     | San Marino                   | 1.57,23 |       |
| 52   | 2     | 7    | Quinton Delie         | Namibië                      | 1.57,47 |       |
| 53   | 3     | 8    | Mohamed Madouh        | Koeweit                      | 1.57,64 |       |
| 54   | 2     | 6    | Jemal Le Grand        | Aruba                        | 1.58,24 |       |
| 55   | 1     | 4    | Obaid Al Jasmi        | Verenigde Arabische Emiraten | 1.58,49 |       |
| 56   | 2     | 1    | Gebrel Ahmed          | Palestina                    | 2.02,27 |       |
| 57   | 2     | 8    | Mathew Marquet        | Mauritius                    | 2.02,41 |       |
| 58   | 1     | 5    | Paul Elaisa           | Fiji                         | 2.03,95 |       |
| 59   | 1     | 3    | Anderson Lim          | Brunei                       | 2.06,40 |       |
| 60   | 1     | 6    | Ryan Givinden         | Seychellen                   | 2.18,07 |       |

### Halve finales
| Rang | Naam                  | Land                | Tijd    | Serie | Baan | Bijz. |
| ---- | --------------------- | ------------------- | ------- | ----- | ---- | ----- |
| 1    | Yannick Agnel         | Frankrijk           | 1.45,62 | 1     | 3    |       |
| 2    | Paul Biedermann       | Duitsland           | 1.45,93 | 2     | 5    |       |
| 3    | Ryan Lochte           | Verenigde Staten    | 1.46,11 | 2     | 4    |       |
| 4    | Park Tae-Hwan         | Zuid-Korea          | 1.46,23 | 1     | 5    |       |
| 5    | Michael Phelps        | Verenigde Staten    | 1.46,91 | 2     | 3    |       |
| 6    | Dominik Meichtry      | Zwitserland         | 1.47,30 | 2     | 6    |       |
| 7    | Nikita Lobintsev      | Rusland             | 1.47,34 | 1     | 1    |       |
| 8    | Danila Izotov         | Rusland             | 1.47,39 | 2     | 2    |       |
| 9    | Sebastiaan Verschuren | Nederland           | 1.47,52 | 1     | 4    |       |
| 10   | Ross Davenport        | Verenigd Koninkrijk | 1.47,76 | 1     | 6    |       |
| 11   | Kenrick Monk          | Australië           | 1.47,86 | 1     | 8    |       |
| 12   | Robert Renwick        | Verenigd Koninkrijk | 1.47,89 | 2     | 7    |       |
| 13   | Nicolas Oliveira      | Brazilië            | 1.48,18 | 2     | 8    |       |
| 14   | Shaune Fraser         | Kaaimaneilanden     | 1.48,46 | 1     | 2    |       |
| 15   | Nimrod Shapira Baror  | Israël              | 1.48,59 | 1     | 7    |       |
| 16   | Yuki Kobori           | Japan               | 1.48,65 | 2     | 1    |       |

### Finale
| Rang   | Naam             | Land             | Tijd    | Baan | Bijz. |
| ------ | ---------------- | ---------------- | ------- | ---- | ----- |
| Goud   | Ryan Lochte      | Verenigde Staten | 1.44,44 | 3    |       |
| Zilver | Michael Phelps   | Verenigde Staten | 1.44,79 | 2    |       |
| Brons  | Paul Biedermann  | Duitsland        | 1.44,88 | 5    |       |
| 4      | Park Tae-Hwan    | Zuid-Korea       | 1.44,92 | 6    |       |
| 5      | Yannick Agnel    | Frankrijk        | 1.44,99 | 4    |       |
| 6      | Nikita Lobintsev | Rusland          | 1.46,57 | 1    |       |
| 7      | Dominik Meichtry | Zwitserland      | 1.47,02 | 7    |       |
| 8      | Danila Izotov    | Rusland          | 1.47,46 | 8    |       |